# Bitwa pod Nową Wsią (kwiecień 1863)
Bitwa pod Nową Wsią – bitwa stoczona 26 kwietnia 1863 roku podczas powstania styczniowego.
Oddział Younga de Blankenheim wkroczył na teren Królestwa Kongresowego z obszaru Królestwa Prus. Następnie w lasach kazimierzowskich połączył się z siłami Sokolnickiego i Oborskiego. Łącznie wojska polskie osiągnęły liczebność około 1000 żołnierzy. Nad połączonym wojskiem polskim dowództwo objął A. Seyfried (czyt. sajfrid).
Przeciwko wojskom polskim ruszył Nielidow, którego oddział liczył około 700 żołnierzy. Znajdujący się w Nowej Wsi Rosjanie zaatakowani zostali przez oddział Younga. Po zażartej walce Rosjanie zostali wyparci i zmuszeni do przekroczenia granicy z Prusami.